# Ken Uprichard
Ken Uprichard, född 13 maj 1980, är en nyzeeländsk bågskytt. Han deltog vid olympiska sommarspelen 2000 och olympiska sommarspelen 2004.